# Jelena Korobkinová
Jelena Sergejevna Korobkinová (rusky Елена Сергеевна Коробкина) (25. listopadu 1990) je ruská atletka, specializující se na střední a dlouhé tratě.

## Sportovní kariéra
V roce 2009 zvítězila v běhu na 3000 metrů na evropském juniorském šampionátu. Mezi dospělými v této disciplíně na halovém mistrovství Evropy v roce 2013 doběhla čtvrtá.
Na halovém mistrovství Evropy v Praze zvítězila v běhu na 3000 metrů. Na podzim 2023 jí byl udělen čtyřletý trest za doping a její výsledky dosažené od července 2013 do července 2016 byly anulovány.

## Osobní rekordy
- 800 m - 2:05,35 (2010)
- 1500 m – 4:05,18 (2013)
- 3000 m – 8:47,61 (2015) (hala)
- 5000 m – 15:14,67 (2014)